# Спинокрил рудуватий
Спинокрил рудуватий (Fissidens rufulus ) — вид мохів порядку дикранальних (Dicranales).

## Поширення
Батьківщиною є Європа, Північна Америка, Азія.